# Buluka quickei
Buluka quickei (лат.) — вид мелких наездников рода Buluka подсемейства Microgastrinae из семейства Braconidae (Ichneumonoidea). Назван в честь энтомолога Dr Donald LJ Quicke, крупного специалиста по наездникам Ichneumonoidea.

## Распространение
Южная Азия, Индия.

## Описание
Мелкие паразитические наездники (около 4 мм). От близких видов отличается желтоватыми ногами, чёрными первыми двумя тергитами с жёлтыми отметинами, морщинисто-сетчатыми тергитами T1 и T2, мезоскутумом и скутеллюмом, скульптированным проподеумом вокруг дыхалец, гладким лбом и щеками. Яйцеклад короткий, щетинки на нём только на вершине; гипопигий короткий и склеротизированный, тело грубо скульптировано (кроме головы). Жгутик усика 16-члениковый. Нижнечелюстные щупики 5-члениковые, нижнегубные щупики состоят из 3 сегментов. Дыхальца первого брюшного тергиты находятся на латеротергитах. Предположительно паразитируют на гусеницах бабочек.